# Bodas en Malí

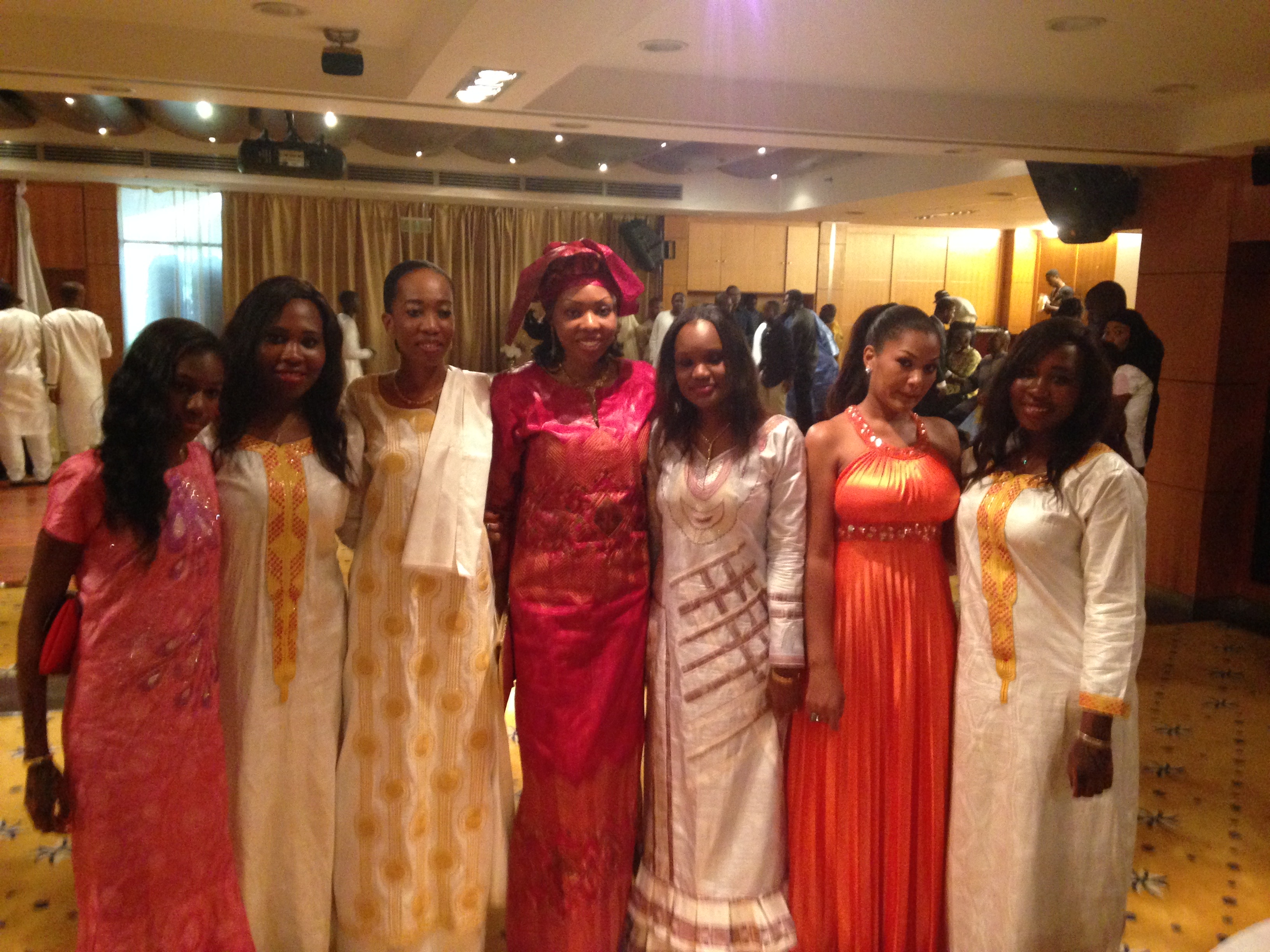
Una boda en Malí.

Las bodas en Malí implican varias costumbres y celebraciones importantes que se extienden a lo largo de varios días. Por lo general, el novio y la novia no conocen personalmente a los asistentes que vienen a la fiesta de bodas, porque las familias malienses tienden a ser muy grandes debido a la poligamia. Por lo tanto, la mayoría de las veces es muy difícil para uno conocer a cada miembro de su extensa familia y las bodas son una ocasión perfecta para que todos los miembros de la gran familia de la pareja vengan para este día importante. Las ceremonias de boda en Bamako son un momento en que la comunidad se une para apoyar a la familia de los novios.

## Henna antes de la boda
Antes de la boda real, hay una ceremonia de alheña previa a la boda únicamente para mujeres. Donde los diseñadores locales de henna aplican este arte para la novia y las otras mujeres presentes en la ceremonia.

## Tres formas de matrimonio en Malí

### Matrimonio religioso
Esta forma de matrimonio es muy común para la religión del Islam. Suele tener lugar en una mezquita. En las bodas del Islam, tanto el novio como la novia tienen que dar su consentimiento para casarse voluntariamente. Antes de la ceremonia de la boda, las nueces de kola se distribuyen entre la familia de las mujeres para simbolizar el compromiso de la pareja, para informar a los miembros de su familia del compromiso inicial. Durante esta ceremonia, tanto los hombres como las mujeres permanecen separados el uno del otro, mientras que un imán oficia el matrimonio. Dado que alrededor del 90 por ciento de los malienses son musulmanes, el matrimonio religioso se considera la forma más importante.

### Matrimonio civil
El matrimonio civil es la ceremonia de boda legal no religiosa que generalmente tiene lugar en el tribunal con la presencia de un funcionario legal (juez, magistrado, alcalde).

### Matrimonio tradicional
El matrimonio tradicional varía mucho de una región a otra y difiere mucho entre los diferentes grupos étnicos. Las bodas tradicionales generalmente duran un par de días, por lo común son dirigidas por un imán. Los matrimonios tradicionales son una forma de celebrar a los recién casados y una forma para que las familias expresen sus alegrías del día.
Durante las festividades de la boda, la familia y los invitados de los recién casados cantan, bailan y tocan música tradicional al aire libre hasta altas horas de la noche. Esta celebración generalmente tiene lugar frente a la casa familiar del novio y la novia. Donde todos se sientan en círculo debajo de una carpa mientras son entretenidos por los griot (artistas tradicionales) que cantan y alaban a las familias en sus idiomas étnicos.

## Atuendos y joyas de bodas

### Vestimenta

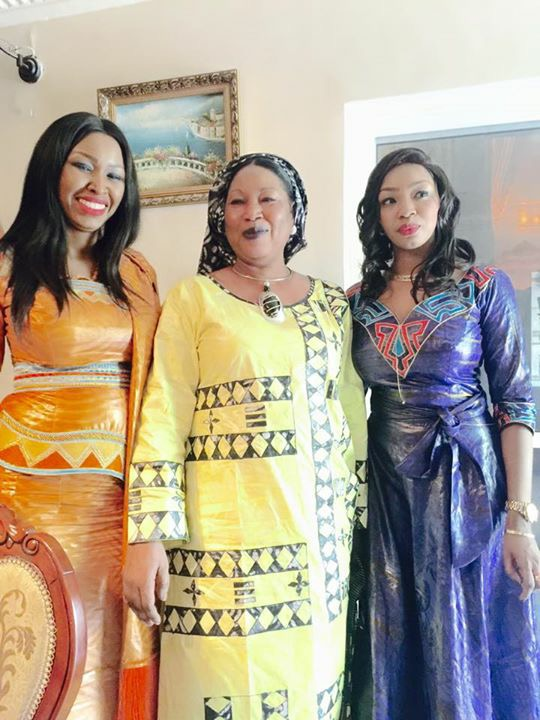
Vestidos bazin para ceremonias.

El atuendo principal de la boda en Malí se llama bazin, (a veces referido como boubou para hombres). Esta tela es algodón pulido teñido a mano, que se caracteriza popularmente por su brillo. Hay dos tipos de bazin / boubou: ricos y básicos, que son formales e informales. El rico bazin / boubou es el tejido más caro que generalmente se reserva para grandes ocasiones que generalmente se usan formalmente. Mientras que el bazin / boubou básico se usa todos los días de manera más informal, se usa en muchas ocasiones diferentes, como durante las dos principales celebraciones islámicas Eid, en funerales, bodas y los rezos de los viernes en la mezquita. Es bien conocido por su bordado decorativo fundamental que destaca por sus elegantes diseños. Por lo general, tienen muchos diseños diferentes, que son bordados por un sastre usando una máquina de coser eléctrica o con pedal.
Los bazin / boubous se cosen de manera diferente para hombres y mujeres. Mientras que los boubou para hombres consisten en tres prendas diferentes que son del mismo color. Un pantalón de corbata, una camisa de manga larga y un vestido sin mangas con bordado abierto que se usa como sobre todo. Mientras que para las mujeres, aunque su bazin está cosido en tres piezas, viene con un envoltorio que generalmente se ata alrededor de la cintura, una blusa y un pañuelo en la cabeza.
Se espera que la novia use la mejor calidad de bazin rico diseñada únicamente para ella en su boda tradicional y religiosa, y para la boda civil, se viste con un vestido blanco moderno. Mientras que el novio se viste de blanco para la boda tradicional y religiosa y usa un traje para la boda civil.

### Joyas
Las mujeres malienses se enorgullecen mucho de sus joyas, especialmente cuando van a bodas. Para ir con sus costosos trajes de bazin bordados, usan collares, pulseras y aretes de oro. Esto se debe a que el oro simboliza la riqueza, el dinero y el prestigio entre las mujeres malienses. De tal manera que las mujeres ven las bodas como la ocasión perfecta para vestirse y usar sus joyas de oro más caras y celebrar la unión de la nueva pareja. Donde los griot les cantan, de tal manera que las elogian por su belleza y respetuoso apellido, durante este canto las mujeres dan dinero a los griots.